# Herb Kohl

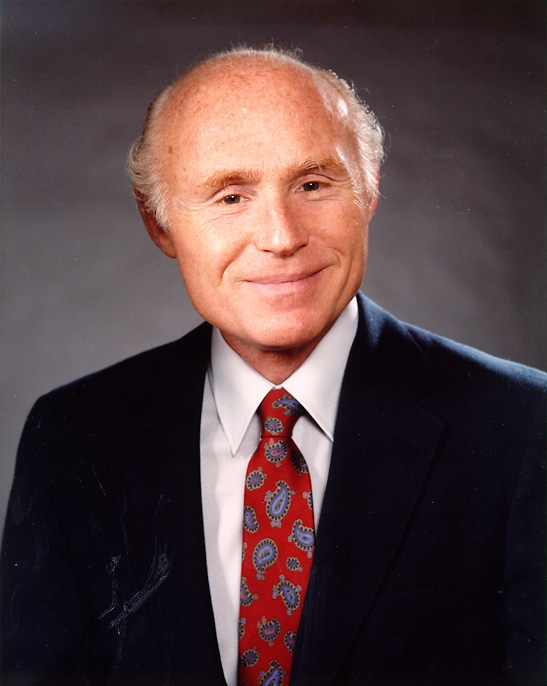
Herb Kohl (undatiert)

Herbert H. „Herb“ Kohl (* 7. Februar 1935 in Milwaukee, Wisconsin; † 27. Dezember 2023 ebenda) war ein US-amerikanischer Unternehmer, Politiker der Demokratischen Partei und Philanthrop.

## Leben
Kohl wurde in Milwaukee geboren und wuchs dort auf. Er studierte an der University of Wisconsin–Madison, wo er 1956 seinen Bachelor erreichte. 1958 gelang ihm der Master an der Harvard University in Wirtschaftswissenschaften. Zwischen 1958 und 1964 war Kohl ein Mitglied der United States Army Reserve.
Kohl gründete nach dem Studium sein eigenes Unternehmen Kohl Investments. Von 1970 bis 1979 war Kohl Präsident des Einzelhandelunternehmens Kohl’s. Von 1985 bis zum Ende der Spielzeit 2013/2014 war er Besitzer der NBA-Basketballmannschaft Milwaukee Bucks. Ab Januar 1989 war Kohl Senator der Vereinigten Staaten für den Bundesstaat Wisconsin. Dort stand er ab 2007 dem Special Committee on Aging vor. Kohl war unverheiratet und Mitglied der jüdischen Glaubensgemeinschaft.
Im Mai 2011 gab Kohl bekannt, sich bei der Senatswahl 2012 nicht erneut um sein Mandat zu bewerben, Tammy Baldwin wurde seine Nachfolgerin. Kohl verstarb am 27. Dezember 2023 in Milwaukee im Alter von 88 Jahren.